# Gervasio di Canterbury
Gervasio di Canterbury, in latino Gervasus Cantuariensis o Gervasius Dorobornensis (Maidstone, 1141 circa – Canterbury, 1210 circa), è stato un monaco cristiano e scrittore inglese.
Gervasio è stato talvolta confuso con altri monaci inglesi dello stesso nome.

## Biografia
Gervasio fece la sua professione religiosa il 16 febbraio 1163 nelle mani di Tommaso Becket.
Il 29 dicembre 1170 fu uno dei monaci di Canterbury che hanno seppellito il santo dopo il suo martirio.
I documenti storici mostrano che Gervasio ebbe una parte di rilievo nelle dispute tra i monaci di Christ Church e l'arcivescovo Baldwin (1185-1191) e fu uno dei monaci inviati ad annunciare all'arcivescovo un appello al papa. Nel 1189 è stato ancora una volta uno della deputazione inviata a porre la questione al re Riccardo I. Nel 1193 ha partecipato alla cerimonia di insediamento del nuovo arcivescovo, Hubert Walter, e nello stesso anno divenne segretario del monastero.
Il resto della vita di Gervasio è oscuro. Egli stava ancora scrivendo nel 1199 e ci sono indizi nella cronaca, la Gesta Regum, che ha continuato a scrivere fino al 1210, quando un improvviso cambiamento di stile denuncia il passaggio a un nuovo cronista. La sua morte si può pertanto presumere al 1210 o subito dopo tale anno. 

## Opere
Gervasio ci ha lasciato diversi scritti:
- Chronica (con eventi tra il 1100 e il 1199);
- Actus pontificum Cantuariensis ecclesiae (da sant'Agostino sino a Hubert Walter);
- Gesta regum (sulla storia dell'Inghilterra sino al 1210);
- Tractatus de combustione et reparatione Cantuariensis ecclesiae (una dettagliata descrizione dell'incendio e della ricostruzione del coro della cattedrale di Canterbury)
- Mappa Mundi, topografia religiosa dell'Inghilterra.

Le opere sono edite da William Stubbs, in The Historical Works of Gervase of Canterbury (vol. 2, Londra 1879-80).
Nella cronaca di Gervasio è riportato che il 18 giugno 1178, poco dopo il tramonto cinque monaci a Canterbury videro due corni di luce nella regione lunare in ombra. 
Le moderne teorie prevedono che durante la creazione del cratere denominato Giordano Bruno, a causa dell'impatto di un meteorite potrebbe essersi sollevato un pennacchio di materia fusa dalla superficie della luna, che sarebbe in accordo con la descrizione fornita dai monaci. Inoltre la posizione sarebbe corrispondente a quella fornita, cosa che potrebbe giustificare l'ipotesi che la formazione del cratere 'Giordano Bruno' sia stata effettivamente osservata. Secondo altre teorie, i monaci potrebbero aver visto una meteora che esplodeva in direzione della Luna. 